# Amaya Valdemoro Madariaga

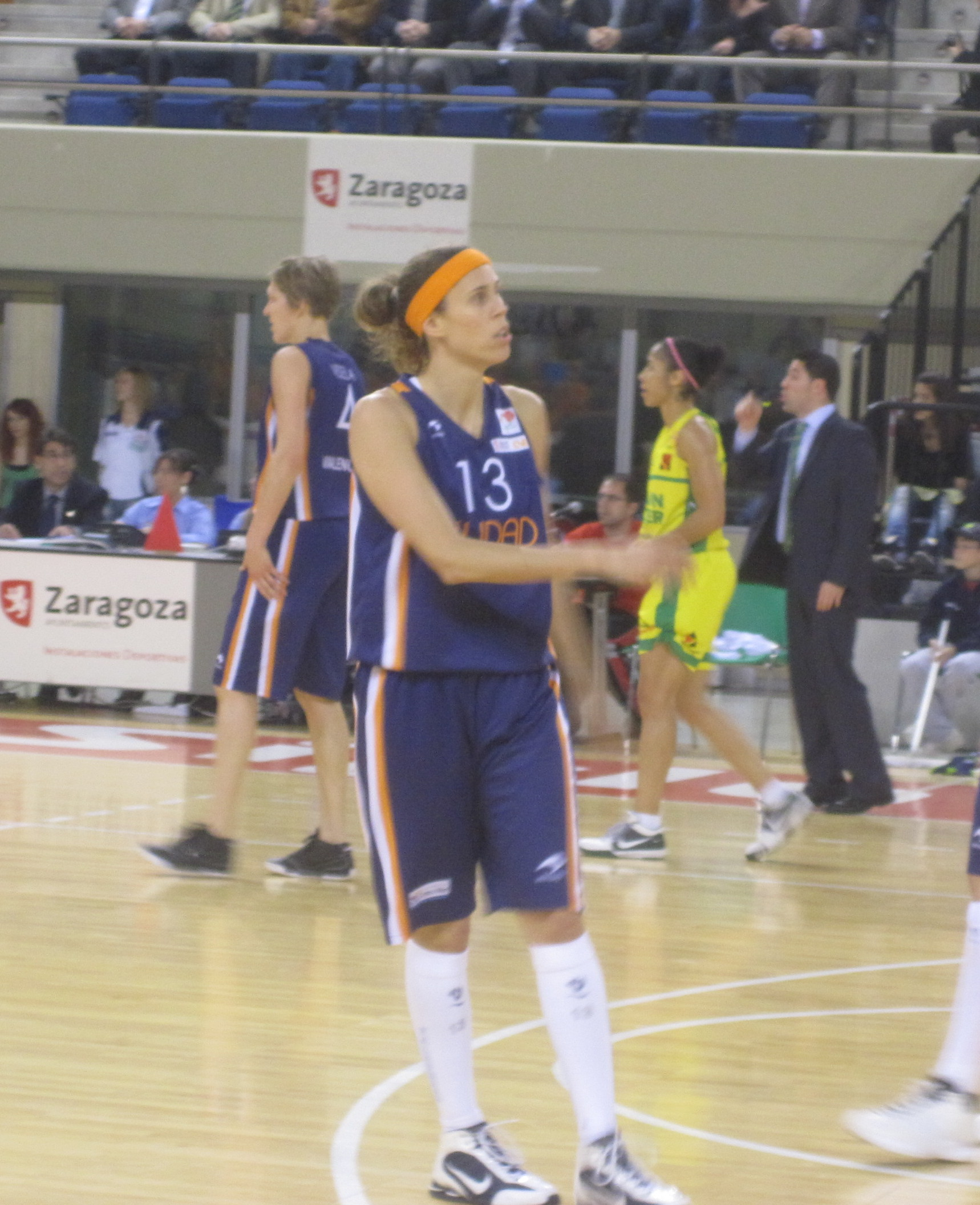
Amaya Valdemoro

Amaya Valdemoro Madariaga (Alcobendas, el 18 d'agost de 1976) és una exjugadora de bàsquet espanyola. L'aler madrilenya és considerada com la millor jugadora espanyola de bàsquet de la història, guanyadora de 3 anells de la WNBA, 2 participacions en Jocs Olímpics Atenes 2004 i Pequín 2008 i nombrosos trofeus més, sent també vaixell insígnia de la selecció espanyola de bàsquet. Ha jugat en les lligues espanyola, nord-americana (WNBA), brasilera, russa i turca. Única jugadora a aconseguir entrar en el Top 5 de millor jugadora Europea durant 6 anys consecutius. És l'esportista espanyola (tant homes com a dones) més vegades internacional absoluta de la història, en 258 ocasions. En 2013, el 30 de juny per posar fermall a la seva brillant carrera es proclama campiona d'Europa amb la selecció espanyola després de guanyar a França, precisament al seu país, la final de l'Eurobasket de 2013 per un ajustadíssim 70-69. Al 2023 va ser inclosa al Saló de la Fama de la FIBA.

## Carrera esportiva

### Espanya i Estats Units (WNBA)
Des dels 8 anys fins als 13 va practicar l'Atletisme. Va començar jugant al bàsquet com a afició però aviat va convertir l'esport en el seu mitjà de vida. Va debutar en Primera Divisió en 1992, amb tan sols 16 anys, en la Selecció Absoluta en 1993, amb 17 i en la WNBA en 1997, amb 21 anys.
La temporada 90-91, va jugar la fase d'ascens amb la Universitat de Salamanca i va guanyar el Subcampionat d'Espanya i en la temporada 92-93, va guanyar amb el Dorna Godella una Lliga, una Lliga Europea i 3a d'Espanya amb l'equip juvenil. En 1993 va aconseguir la medalla de plata en el campionat cadets d'Europa, i en 1994 medalla de plata, també, en el Campionat d'Europa Juvenil de Txèquia. aquesta temporada (93-94), també amb el Dorna Godella, va guanyar una Lliga i una Copa, quedant Subcampiones d'Europa, en Poznan. Amb l'equip juvenil va quedar 2a d'Espanya.
La temporada 94-95 i en la 95-96, va jugar en el Salamanca Halcón Viajes, aconseguint en aquest segon any, el Subcampionat de Lliga. La temporada 96-97, amb el Pool Getafe, va guanyar una lliga i una copa. I va quedar Subcampiona d'Europa, en Bourgues i en la temporada 97-98, també amb el Pool Getafe, va guanyar una lliga i una copa. En 1998, en la WNBA, va ser triada per Houston Comets amb el número 30 del Draft. Aquest mateix any (98-99) va jugar de nou amb el Salamanca Halcón Viajes, on va aconseguir un Subcampionat de Lliga i guanyant el seu primer Anell WNBA amb les Houston Comets a l'estiu. En 1998, en el Mundial d'Alemanya (5é lloc), va obtenir el premi a la jugadora amb més impacte. La temporada 99-00 va jugar amb el Salamanca Halcón Viajes, aconseguint el subcampionat de lliga. Aquesta temporada va aconseguir el seu segon Anell WNBA. La temporada 00-01 va jugar amb el Salamanca Halcón Viajes, on va quedar tercera en la Lliga i Subcampiones de la Copa, a Palma. MVP de la LFP en el 2001 amb el Salamanca Halcón Viajes. I va arribar el seu tercer Anell de la WNBA.
És el primer jugador de bàsquet espanyol (masculí o femení) a aconseguir guanyar un anell de campió de la NBA i l'únic a guanyar-ho 3 vegades, aconseguint-ho a més de manera consecutiva.
En la temporada 01-02, va començar a jugar amb el Ros Casares València, aquest any van guanyar la Lliga i la Copa. La temporada 02-03, també amb el Ros Casares València, va tornar a guanyar la Copa, i van ser segones en el Campionat de Lliga. En el 2002, en el Mundial de la Xina (5é lloc) va ser inclosa en el quintet ideal del món. Va acabar 6a en el rànquing de triples ficats (14 de 32, amb un 44%), 11a en el rànquing de punts totals (119 punts, 13'2 punts per partit), 26a en el de rebots (40). Va quedar 20a en el de taps amb 3 i va acabar 7a en el rànquing de robatoris amb 20. Va acabar el mundial entre les 30 millors en tots els rànquings. En el 2003, en l'Europeu de Grècia, medalla de bronze i classificació directa per a les olimpíades d'Atenes 2004. Va acabar l'Europeu com a segona màxima anotadora, amb una mitjana de 20 punts per partit. I quarta en rebots. En la següent temporada, la 03-04, va guanyar una Supercopa i la copa de la Reina, sent l'únic equip que aconsegueix tres copes consecutives. Va ser membre del quintet ideal de la Copa de la reina de Palma 2004 i nomenada MVP de la final de la Copa de la reina de Palma 2004. Medalla de bronze al mèrit esportiu lliurada per S.M. El Rei Don Juan Carlos.
La temporada 03-04, va ser triada millor Aler de la Lliga. Va guanyar la lliga 03-04 amb el Ros Casares València, amb una mitjana de 19'3 punts per partit en la final, sent, el Ros Casares València, el segon equip espanyol a aconseguir un triplet, i l'únic equip a aconseguir la supercopa, la lliga i la copa en la mateixa temporada. Després va participar en la lliga Brasilera amb el Unimed/Americana, amb el qual va aconseguir la classificació per al Mundial de Clubs, amb una mitjana de 17.7 punts per partit i el Subcampionat de la Lliga Paulista amb una mitjana de 15 punts per partit. En les olimpíades de 2004 la Selecció de bàsquet d'Espanya va quedar sisena en perdre en l'encreuament amb Brasil. Amaya va acabar amb una mitjana de 17 punts per partit (5a en el rànquing) i 4a en el rànquing de pilotes robades, amb un total de 20.
L'últim títol que va guanyar amb el Ros Casares València va ser la segona Supercopa, era la segona vegada que disputava aquest títol i la segona vegada que ho aconseguia. Va aconseguir els 16 punts i 16 de Valoració. En la temporada 2004 va ser triada entre les 10 millors esportistes femenines de l'any segons l'enquesta duta a terme per l'Agència Efe i en la qual voten els principals mitjans de comunicació espanyols. La temporada 04/05 va aconseguir, amb el Ros Casares el Subcampionat de Lliga. Malgrat no aconseguir el títol, va ser proclamada MVP dels play off, amb 20,1 de valoració mitjana en 10 partits, 20,1 punts per partit i amb el nomenament de millor Aler de la lliga, així com líder a l'apartat de pilotes recuperades, amb 2,7 robatoris per partit. En la cinquena edició dels premis al mèrit esportiu, va ser nomenada esportista femenina més destacada pels seus resultats en l'exercici anterior. Va finalitzar l'Europeu de Turquia en el 2005, on van aconseguir la medalla de bronze, i la classificació per al mundial de Brasil. A nivell personal va ser nomenada màxima anotadora de l'Europeu amb 21,6 punts per partit, i va formar part del quintet ideal del campionat.

### Periple rus
En 2005 va començar a jugar a Rússia, on es va mantenir tres temporades. Va començar jugant en el BC Volgaburmash Samara, que en 2006 es va integrar en l'estructura del CSKA Moscou. En la seva primera temporada va ser inclosa en el quintet ideal de la lliga, i en la segona va ser nomenada millor jugadora estrangera.
En el seu primer any a Rússia va participar amb el Vbm en el mundial de clubs que se celebrava en Samara, allí va aconseguir el seu segon campionat i va aconseguir ser inclosa en el quintet ideal del campionat amb una mitjana de 15.75 punts per partit. Va ser triada segona millor jugadora d'Europa del 2005. Aquesta mateixa temporada va aconseguir el campionat de copa. Al maig va aconseguir el campionat de la Superliga russa amb el BC Volgaburmash amb un 3-0 en la final enfront del Ekaterinburg. Van ser subcampiones de l'Euroliga celebrada al març a la ciutat Txeca de Brno. Va aconseguir ser segona classificada en el MVP Fiba 2005 a tan sols 8 vots de la primera classificada. Al març va ser triada en l'equip europeu del All Star de fiba, que es va celebrar a Pecs (Hongria), però una inoportuna lesió la va deixar fora del partit, així i tot va participar en els actes organitzats per FIBA Europa per presentar l'any de la Dona en el Bàsquet.
En el Campionat Mundial de Brasil, la selecció espanyola va quedar en vuitè lloc, i va ser la segona màxima anotadora del campionat amb una mitjana d'anotació de 21,22 punts.
En la seva segona temporada a Rússia, va ser triada millor estrangera de la competició, i aquest any a més va guanyar la Copa Russa i va ser Subcampiona de la Superlliga russa al maig del 2007. Al març va ser triada per segona vegada en l'equip europeu All Star de la FIBA, que es va celebrar a València. Al setembre va aconseguir la medalla de plata amb la selecció en l'Europeu de Chieti, així mateix va ser seleccionada en el quintet ideal i MVP de la final. A l'octubre, ja en les files del CSKA de Moscou, van aconseguir el Mundial de Clubs celebrat en Ekaterimburgo.
En l'Eurobasket 2007 va ser proclamada millor jugadora del torneig després de guanyar Espanya la medalla de plata.

### Retorn a Espanya
L'any 2008 va tornar al club Ros Casares València, en el qual ja havia militat quatre temporades. El seu retorn no va poder ser més reeixit, ja que l'equip es va proclamar campió de lliga, copa i supercopa dues vegades consecutives. En 2010 abandona el club per fitxar pel Rivas Ecópolis.
Des del 3 de juny de 2008 a la seva ciutat natal, Alcobendas, un pavelló en el poliesportiu José Caballero rep el nom de "Amaya Valdemoro" en un acte en el qual es trobaven nombroses institucions, familiars i aficionats. El 27 d'agost de 2010 va aconseguir les 200 participacions amb la Selecció de bàsquet d'Espanya. El 3 d'octubre de 2010, aconsegueix la medalla de bronze en el mundial de la República Txeca 2010, capitanejant a la selecció espanyola i sent la màxima anotadora del campionat. L'any 2010 fitxa pel club madrileny Rivas Ecópolis. Durant 2 temporades aconsegueix aixecar la Copa de la Reina i un Subcampionat en l'Eurolliga. Precisament en un partit d'aquesta Eurolliga, el 12 d'octubre de 2011 una mala caiguda fa que es fracturi els 2 canells i s'aparte de les pistes diversos mesos, aconseguint recuperar-se i tornar a jugar.

### Etapa a Turquia
L'any 2012 fitxa pel club turc Tarsus, que participa en l'Eurolliga. Rescindeix el contracte amb aquest club l'any 2013 i el 22 de febrer d'aquest mateix any fitxa pel Centros Único Real Canoe NC que milita en la Lliga Femenina 2 d'Espanya.

## Clubs
- Ros Casares València2001-05
- Ros Casares València 2008-10

## Palmarès

### Clubs
- 3 Campionats de la WNBA (1998, 1999, 2000)
- 1 Eurolliga de bàsquet femenina (1992-93)
- 8 Lligues espanyoles de bàsquet femenina (1992-93, 1993-94, 1996-97, 1997-98, 2001-02, 2003-04, 2008-09, 2009-10)
- 9 Copes espanyoles de bàsquet femenina (1994, 1997, 1998, 2002, 2003, 2004, 2009, 2010, 2011)
- 4 Supercopes espanyoles de bàsquet femenina (2003-04, 2004-05, 2009-10, 2010-11)

| Títol               | Club            | País    | Any  |
| ------------------- | --------------- | ------- | ---- |
| Mundial de Clubs    | Dorna Godella   | Espanya | 1992 |
| Mundial de Clubs    | VBM-SGAU Samara | Rússia  | 2005 |
| Superliga de Rússia | VBM-SGAU Samara | Rússia  | 2006 |
| Copa de Rússia      | VBM-SGAU Samara | Rússia  | 2006 |
| Superliga de Rússia | CSKA Samara     | Rússia  | 2007 |
| Superliga de Rússia | CSKA Moscou     | Rússia  | 2008 |

### Amb la selecció espanyola
- Ha participat en 4 Mundials (rècord Espanyol juntament amb Laia Palau i Lucila Pascua), aconseguint una medalla de bronze:
  - 5é lloc a Alemanya 1998.
  - 5é lloc a la Xina 2002.
  - 8é lloc a Brasil 2006.
  - Medalla de Bronze a República Txeca 2010.
- Ha aconseguit 5 medalles en 7 participacions en l'Eurobasket:
  - 9é lloc a Txèquia 1995
  - 5é lloc a Hongria 1997
  - Medalla de Bronze a Grècia 2003 i classificació per a les olimpíades d'Atenes 2004.
  - Medalla de Bronze a Turquia 2005 i classificació per al mundial del Brasil.
  - Medalla de Plata a Itàlia 2007 classificació per a les olimpíades de Pequín 2008.
  - Medalla de Bronze a Letònia 2009 i classificació per al Mundial.
  - Medalla d'Or a França 2013 i classificació per al Mundial.
- 2 participacions en els Jocs Olímpics:
  - 6é lloc a Atenes 2004.
  - 5é lloc a Pequín 2008.

### Distincions individuals
- Real Orde del Mèrit Esportiu: medalla de bronze (2002) i Plata (2008)[8][9]
- Primer jugador de bàsquet espanyol (masculí i femení) a guanyar un anell NBA i l'únic a guanyar-ho 3 vegades i de forma consecutiva.
- 3 vegades seleccionada pel All-Star Game de l'Euroliga: 2006 (no va participar per lesió), 2007 i 2008 (MVP).
- MVP de l'Eurobasket 2007.
- MVP de la Copa de la Reina: 2004.
- MVP dels play-off de la Lliga i millor Ràfec (2004)
- Màxima anotadora de l'Eurobasket 2005.
- Designada per la FIBA com 2a en 2005, 4a en 2006, 2a en 2007, 3a en 2008, 5a en 2009 i 3a en 2010 millor jugadora Europea.
- Va ser triada en el quintet ideal del campionat del món de seleccions a la Xina 2002.
- Màxima anotadora del Campionat del Món de bàsquet masculí 2010.